# Get Up (2023)
Get Up ist ein deutscher Jugendfilm von Lea Becker, der am 29. Juni 2023 in die deutschen Kinos gekommen ist. Bei dem Film handelt es sich um ein Coming-of-Age-Drama, das im Skater-Milieu spielt und die Geschichte von einer Mädchenclique erzählt, die an einem Skate-Wettbewerb teilnehmen will. Die Hauptrollen werden von den Zwillingen Lisa und Lena Mantler gespielt, die durch TikTok bekannt wurden.
Bei der Veröffentlichung im Heimkino erhielt der Film den Titel Skatergirls – Get Up.

## Handlung
Die Zwillinge Alex und Juli haben stehen vor den Sommerferien. Juli hat gerade das Abitur abgeschlossen und plant bereits ihre berufliche Zukunft. Alex ist jedoch durchgefallen und denkt vor allem an den Sommer im Skatepark mit ihrer Schwester. Gemeinsam mit Skate-Neuling Nia und der abenteuerlustigen Ewa wollen die beiden an einem Skate-Contest mitmachen und den Hauptpreis gewinnen: neue Skateboards und eine Interrail-Reise. Nachdem sie den Vorentscheid für sich gewinnen konnten, sind sie jedoch mit ihren persönlichen Problemen konfrontiert, was für ordentlich Ärger in der Gruppe sorgt. Die Teilnahme am Wettbewerb ist plötzlich nicht mehr garantiert.

## Hintergrund
Die Zwillinge Lisa und Lena Mantler wurden 2015 bekannt, als sie ihren ersten Account auf TikTok (damals noch Musical.ly) erstellten. Inzwischen gehören die beiden mit über 13 Millionen Followern auf TikTok und fast 20 Millionen Followern auf Instagram zu den erfolgreichsten Influencern Deutschlands.

## Produktion
Das Drehbuch stammt von Lea Becker, Alexander Dydyna und Christine Heinlein nach der Idee von Grit Fischer. Produziert wurde der Film von Christian Becker in Zusammenarbeit der Westside Filmproduktion GmbH, Rat Pack Filmproduktion und Constantin Film. Regie führte Lea Becker, die mit dem Film ihr Kinodebüt gibt.

## Kritik
Das Lexikon des internationalen Films gibt dreieinhalb von fünf Sternen und lobt den Film als „anspruchsvolles Drama für Jugendliche, in dem es neben dem Wettbewerbsgedanken vor allem um den Zusammenhalt in der Gruppe, den Spaß am Skaten und das Erwachsenwerden geht“ und der in „den Hauptrollen natürlich und charmant gespielt“ sei.

## Auszeichnung
Dem Film wurde von der Deutschen Film- und Medienbewertung (FBW) das Prädikat „besonders wertvoll“ verliehen, da dieser nach Ansicht der Jury „wichtige gegenwärtige Themen wie Female Empowerment“ aufnimmt.